# Vorgeschichte Sibiriens
Die Vorgeschichte Sibiriens ist auch aufgrund der klimatischen Bedingungen von archäologisch unterschiedlich fassbaren Kulturen geprägt. In der Kupfersteinzeit waren die Kulturen in West- und Südsibirien von der Viehzucht geprägt, während die östliche Taiga und Tundra bis ins frühe Mittelalter von Wildbeutern dominiert wurden. Erhebliche Veränderungen in Gesellschaft, Wirtschaft und Kunst kennzeichnen die Entstehung des Reiternomadismus in den mittelasiatischen Steppen im 1. Jahrtausend v. Chr.

## Forschungsgeschichte
Die wissenschaftliche Erforschung der archäologischen Hinterlassenschaften aus dem Raum zwischen Ural und Pazifik begann in der Regierungszeit Peters I. (1682 bis 1725), der gezielt skythenzeitliche Goldfunde sammeln ließ und so die Erträge zahlreicher Raubgrabungen vor dem Einschmelzen rettete. Unter seiner Regierung wurden mehrere Expeditionen mit der naturwissenschaftlichen, völkerkundlichen und sprachwissenschaftlichen Erforschung Sibiriens beauftragt, darunter etwa die Zweite Kamtschatkaexpedition des Dänen Vitus Bering 1733–1743. Die Forscher interessierten sich aber auch für archäologische Funde und führten erste wissenschaftliche Grabungen in sibirischen Kurganen durch. Nach einem vorübergehenden Rückgang des Interesses in der ersten Hälfte des 19. Jahrhunderts erreichte die archäologische Forschung in Sibirien im späten 19. Jahrhundert wieder größere Fortschritte. Vor allem in Südsibirien und Mittelasien wurden Grabungen unternommen. Die Folgen der Oktoberrevolution 1917 schufen für die archäologische Forschung andere, oft beengte Voraussetzungen, dennoch erlebte sie immer größere Projekte, oftmals Rettungsgrabungen im Zuge gigantischer Baumaßnahmen. Allmählich wurden auch entlegenere Gebiete der damaligen Sowjetunion, beispielsweise Jakutien und Tschukotka, in die Erforschung einbezogen. Nach dem Zweiten Weltkrieg hielt diese Entwicklung an. Infolge des Zerfalls der Sowjetunion 1991 wurde auch wieder eine intensivere Zusammenarbeit mit dem Westen möglich.

## Naturräumliche Gliederung

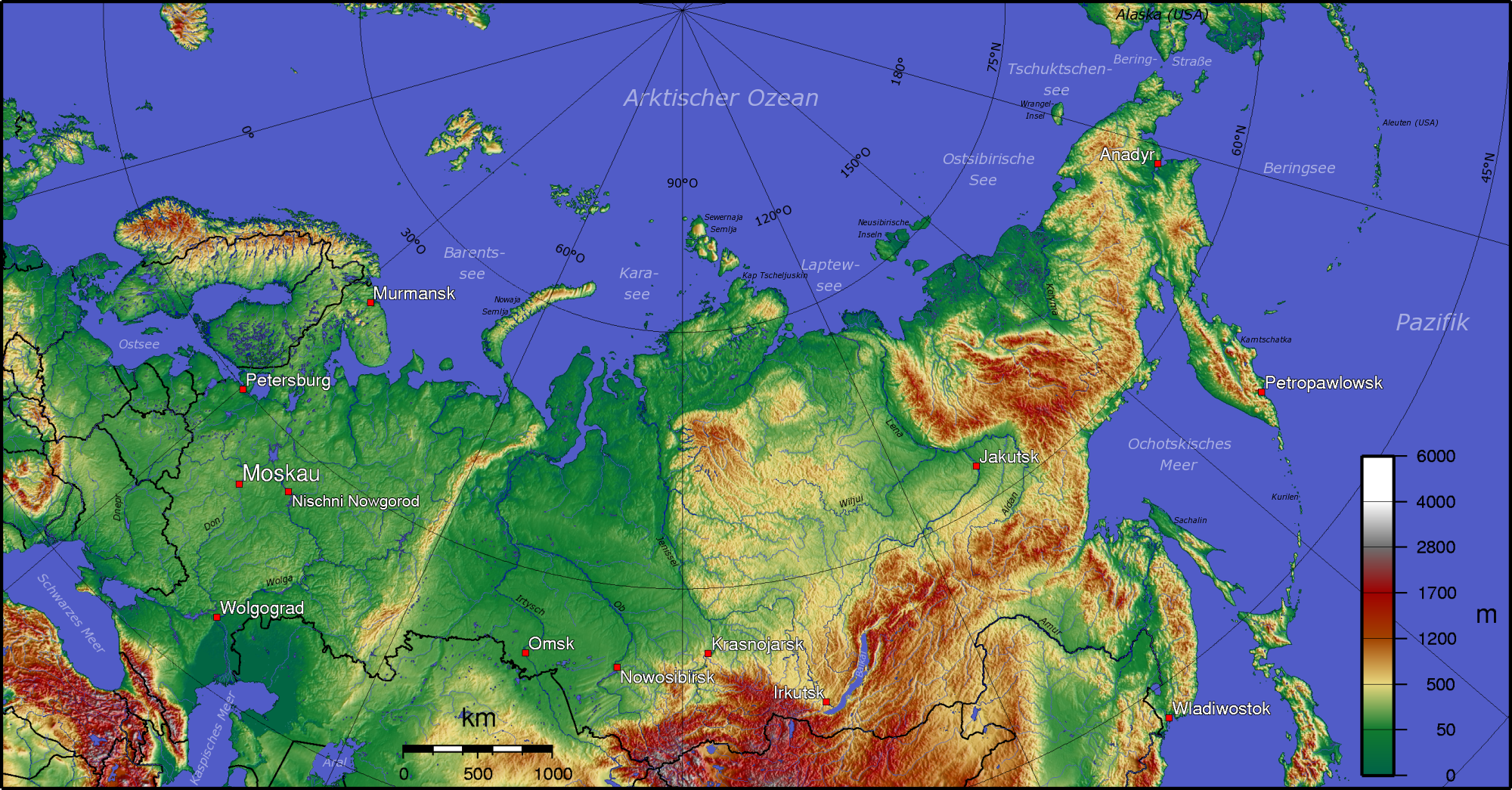
Topographie Russlands

Die natürlichen Bedingungen Sibiriens weisen große Verschiedenheit auf; dies gilt für Klima, Vegetation und Landschaft. Im Westen wird Sibirien vom Uralgebirge begrenzt; daran schließt sich östlich das westsibirische Tiefland an, das im Osten bis zum Fluss Jenissei reicht. Auf ihn folgt das mittelsibirische Bergland, das im Osten an das Becken der Lena grenzt, an welches das nordostsibirische Bergland anschließt. Nach Süden hin wird Sibirien von einer losen Gebirgskette, nach Südwesten hin vom Hügelland der kasachischen Schwelle begrenzt. Das Klima ist in Sibirien sehr unterschiedlich. Jakutien nordöstlich der Lena gehört zu den kältesten Orten der Welt; gleichzeitig schwankt dort die Temperatur jahreszeitlich um mehr als fünfzig Grad. Auch die Niederschläge sind sehr niedrig. Dies gilt auch für den südwestlichen Rand Sibiriens, wo Steppen, Wüsten und Halbwüsten angrenzen.
Ackerbau ist ohne künstliche Bewässerung heute in Sibirien nur zwischen dem 50. und 60. Breitengrad möglich. Die klimatischen Bedingungen sind die Voraussetzung für die Vegetationszonen. Im äußersten Norden befindet sich die Tundra mit nur minimaler Vegetation. Soweit nicht von Gebirgen eingenommen, werden die größten Teile Sibiriens von der Taiga, dem borealen Nadelwald, bedeckt. Im Südwesten schließt sich die Waldsteppe an, die nach Süden hin in die Grassteppe und die mittelasiatischen Wüsten übergeht. Vor Beginn des Holozäns vor etwa 12.000 Jahren herrschten jedoch andere Bedingungen. Zum Ende der Würm-Kaltzeit (vor 115.000 bis 10.000 Jahren) reichte die Tundra noch wesentlich weiter nach Süden, von Gletschern war aber nur der Ural und das Gebiet östlich des unteren Jenisseis bedeckt.

## Historischer Überblick

### Steinzeit (bis um 2400 v. Chr.)
Funde aus dem Paläolithikum haben sich kaum erhalten. Das Altpaläolithikum scheint aber über Ostkasachstan bis in den Altai verbreitet gewesen zu sein. Ein 1938 gefundener Bestattungsplatz eines Neandertalerkindes zeigt Ähnlichkeiten mit dem Moustérien des Irans und Iraks. Im Altaigebirge lebten bis etwa vor 76.000–52.000 Jahren Denisova-Menschen, vorzeitliche Menschen, die mit den Neandertalern und den anatomisch modernen Menschen verwandt, aber von ihnen verschieden waren. Bisher wurde ihre Existenz nur durch wenige kleine Fossilien und genetische Analysen belegt.
Im Jungpaläolithikum finden sich die meisten Spuren eher im Ural, wo unter anderem Felsbilder mit Mammutdarstellungen gefunden wurden, dem Altaivorland, am oberen Jenissei, westlich des Baikalsees sowie um 25.000 v. Chr. an der Laptewsee nördlich des Polarkreises. So fanden sich in der Siedlung von Malta bei Irkutsk Reste von Hütten mit reichem Inventar. Tierplastiken und Frauenstatuetten (Venusfigurinen) erinnern an das europäische Jungpaläolithikum.
Das sibirische Jungpaläolithikum, das mit den Fundstätten Mamontowaja kurja und Saoserje ab etwa 41.000 bzw. 39.000 v. Chr. belegbar ist und auf den modernen Menschen zurückgeht, könnte in engem Kontakt mit dort weiterhin lebenden Neandertalern entwickelt worden sein. Darauf deuten mittelpaläolithische Anzeichen hin. Das Jungpaläolithikum reicht zeitlich bis weit ins Mesolithikum Europas. Postglazial bildete sich nun erst die Taiga. Die ansonsten so typischen Mikrolithen finden sich nicht.
Der Begriff der Jungsteinzeit (um 5500–3400 v. Chr.) ist in Nordasien vorwiegend von chronologischer Bedeutung, sowohl für Ackerbau als auch für Viehzucht fehlt in Sibirien während der eigentlichen mitteleuropäischen Jungsteinzeit jeglicher Hinweis. Allerdings heben sich die neolithischen Kulturen Nordasiens vom vorausgehenden Mesolithikum in ihrem Fundgut sehr deutlich durch die Einführung der Keramik ab. Nur wenige Siedlungen sind bekannt. Bei Čestyj-Jag fanden sich die Reste von 18 Wohnbauten. Der Ort lag nahe an einem Fluss. Zum Fundgut gehören Keramik und Steingeräte.
Südwestsibirien erreichte während der Kupfersteinzeit, die hier gegen Ende des 4. Jahrtausends begann, eine jungsteinzeitliche Kulturstufe, was mit der Einführung der Kupferverarbeitung zeitlich ungefähr übereinstimmte. In den nördlichen und östlichen Gebieten zeigten sich noch keine einschneidenden Veränderungen.

### Bronzezeit (um 2400–800 v. Chr.)
In der zweiten Hälfte des dritten vorchristlichen Jahrtausends erreichte die Bronzeverarbeitung die Kulturen des westlichen Sibiriens. Gruppen im östlichen Uralvorland bildeten aus kupfersteinzeitlichen Traditionen in der Wende zum zweiten Jahrtausend die Andronowo-Kultur, die aus mehreren örtlichen Formen bestand. Besondere Beachtung verdienen die befestigten Siedlungen Arkaim, Olgino und Sintaschta als erste Ansätze einer Urbanisierung in Sibirien. In den Tälern von Ob und Irtysch zeigt sich weiterhin die seit der Jungsteinzeit bestehende Keramik; sehr gering waren die Veränderungen im Raum um den Baikalsee und in Jakutien.

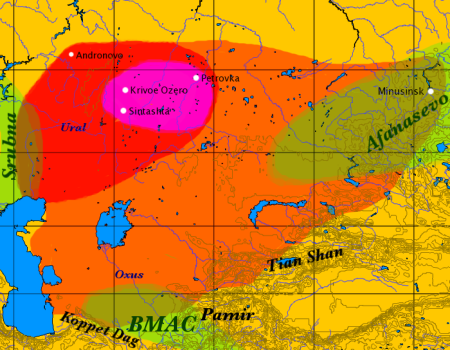
Die Ausbreitung der Andronowo-Kultur (rot) während der mittleren Bronzezeit

In der mittleren Bronzezeit (um 1800–1500 v. Chr.) erweiterte sich der Einzugsbereich der westsibirischen Andronowo-Kultur stark nach Osten und erreichte sogar das Tal des Jenissei. In allen lokalen Formen der Andronowo-Kultur findet sich eine homogene Keramik, die auch auf die Kulturen am Ob ausstrahlte. Diese bewahrten in der Keramik jedoch gleichzeitig eigene, in jungsteinzeitlicher Tradition stehende Formen.
Mit Beginn der späten Bronzezeit (um 1500–800 v. Chr.) vollzogen sich in Südsibirien entscheidende kulturelle Veränderungen. Der Andronowo-Kulturkreis löste sich auf; seine südlichen Nachfolger stellten eine völlig neue, mit wulstförmigen Elementen verzierte Keramik her. Gleichzeitig zeigten sich in der Bronzeindustrie südlicher Kulturen, möglicherweise durch Einflüsse aus dem Südosten, neue Formen. Besonders bedeutsam waren diese Veränderungen im Baikalraum (heute Oblast Irkutsk und in Burjatien): Die dortigen, noch immer auf einer kupfersteinzeitlichen Stufe stehenden Kulturverhältnisse wurden von einer Bronze verarbeitenden Viehzüchtergesellschaft abgelöst; wie in Jakutien wurde dort die Bronze nun erstmals als Werkstoff verwendet.

### Eisenzeit (um 800 v. Chr. bis 500 n. Chr.)
Die kulturelle Kontinuität am Ob hielt im ersten Jahrtausend v. Chr., als in Sibirien die Eisenzeit anbrach, weiter an; es findet sich dort immer noch die heimische Keramik. Ein umso größerer Umbruch machte sich nun im zentralasiatischen Steppengürtel bemerkbar: Die sesshaften, vorwiegend viehzüchtenden Gesellschaften der späten Bronzezeit wurden abgelöst durch mobile Reiternomadenverbände, die bis in die Neuzeit Bestand haben sollten. Die Mobilität, die die neue Gesellschaftsform ermöglichte, entfesselte eine ungeheure Dynamik, mit der sich die Völker Mittelasiens fortan in der Steppe bewegen konnten. Davon waren nicht zuletzt auch die benachbarten Hochkulturen betroffen. Das alte China wurde von den Xiongnu und ihren Nachfolgern bedroht, die antiken Staaten des heutigen Iran hatten sich gegen die Massageten und Saken, und das Römische Reich, dessen Westteil wenig später unterging, schließlich gegen die Hunnen zu verteidigen. Die gesellschaftlichen Veränderungen schlugen sich auch im Fundgut deutlich nieder: Es finden sich keine Siedlungen mehr, Angehörige der neu gebildeten Oberschicht wurden in riesigen Kurganen reich ausgestattet begraben, und völlig neue Formen der Kunst bildeten sich heraus.
In den weniger trockenen Steppen weiter im Norden entwickelte sich die sesshafte Viehzüchtergesellschaft der Spätbronzezeit unter Einfluss der materiellen Kultur der Reiternomaden weiter. Es entstanden protourbane Siedlungen wie Tschitscha in der Spätirmen-Kultur in Westsibirien und die Anlagen im Norden des Siedlungsgebiets der Xiongnu. Ebenso finden sich in Ostsibirien, sesshafte, Ackerbau treibende Kulturen, wie die Jankovsker-Kultur.

### Ausblick
Vielerorts bereitet der Übergang zur nun folgenden Zeit mangels archäologischer Funde noch Probleme. Dennoch sind bereits allgemeine Aussagen möglich. In den zentralasiatischen Steppen machten sich etwa im 5. Jahrhundert türkische Gruppen bemerkbar, die sich im Laufe der folgenden Jahrhunderte sowohl nach Westen als auch nach Norden ausbreiteten und zeitweise ganz Südsibirien unter ihrer Herrschaft vereinten. Schlechter fassbar bleiben die Gebiete weiter im Norden, wo Träger uralischer und paläosibirischer Sprachen lokalisiert werden, ohne dass nähere Aussagen möglich wären. Die nächste deutliche Zäsur in der Geschichte Sibiriens bildet die russische Eroberung, die im 16. Jahrhundert begann und erst im 19. Jahrhundert abgeschlossen war. Mit ihr begann in Sibirien die Neuzeit.

## Ethnien und Sprachen
Verwertbare historische Nachrichten über den fraglichen Raum stehen frühestens seit dem Beginn des 1. Jahrtausends v. Chr. mit altorientalischen, bald darauf auch griechischen und chinesischen Quellen zur Verfügung. Entsprechend sind gesicherte Aussagen über Ethnien und Sprachen erst seit der vorangeschrittenen Eisenzeit möglich; für frühere Zeiten und die weiter nördlich gelegenen Gebiete steht ausschließlich der archäologische Befund zur Verfügung. Einige Theorien, etwa die Kurgan-Hypothese von Marija Gimbutas, versuchen, hypothetische Sprachgruppen mit archäologischen Kulturen in Verbindung zu bringen, hierbei sind jedoch die Unsicherheiten sehr groß.
Erste eindeutige Aussagen sind seit dem 1. Jahrtausend v. Chr. möglich, als benachbarte Hochkulturen mit Steppenvölkern in Kontakt kamen. In den Steppen nördlich des Schwarzen Meeres und östlich des Kaspischen Meeres tauchen in griechischen, assyrischen und persischen Quellen Reiternomaden auf, die sich als Träger iranischer Sprachen identifizieren lassen. Gleichzeitig stammen aus dem alten China erste Berichte über die Reitervölker an Chinas nordwestlichen Rändern. Neben verschiedenen kaum identifizierbaren Gruppen aus Texten der Shang- und der Zhou-Zeit sind hier insbesondere die Xiongnu erwähnenswert. Ausgehend von überlieferten Personennamen und Titeln wurde versucht, die Sprache der Xiongnu entweder als frühe Turksprache, als eine proto-mongolische oder als jenisseische Sprachform zu identifizieren. Mit dem Beginn des frühen Mittelalters verschwanden die iranischen Steppenvölker; an ihrer Stelle breiteten sich nun Turkvölker bis in die östliche Peripherie Europas und in den Nordosten Sibiriens aus. In den nördlich des asiatischen Steppengürtels gelegenen Gebieten siedelten in prähistorischer Zeit mutmaßlich Träger uralischer, paläosibirischer und anderer Sprachen; im Mittelalter erscheinen auch hier in einem weiten Raum Turkvölker, deren prähistorische Ausbreitung jedoch nicht geklärt ist.

## Kulturelle Entwicklung

### Sibirien vor der Kupfersteinzeit
Die ersten archäologischen Funde aus Sibirien datieren bereits in die Altsteinzeit. An verschiedenen Orten in Westsibirien, Baikalien und Jakutien wurden Lagerplätze aus vorjungsteinzeitlicher Zeit entdeckt, die oft über Jahrhunderte hin aufgesucht wurden. Neben rein oberirdischen zeltähnlichen Anlagen, die keine Spuren im Boden hinterließen, existierten auch (oft leicht eingetiefte) Hütten, deren Wände und Dächer aus Tierknochen und Rentiergeweihen bestanden. Werkzeuge und Waffen wurden vorwiegend aus Feuerstein und Kiesel sowie auch Knochen hergestellt, wobei sich trotz der immensen zeitlichen und räumlichen Ausdehnung in Form und Verwendung eher geringe Differenzen feststellen lassen. In einigen Siedlungsplätzen wurden frühe Kunstzeugnisse gefunden, bei denen es sich um menschen- und tierförmige, gelegentlich auch abstrakte Plastiken und Ritzungen handelt. Die alt- und mittelsteinzeitlichen Bewohner Sibiriens waren Jäger und Sammler, wobei Säugetiere wie Mammute und Rentiere, seltener auch Fische gejagt wurden. Im 6. Jahrtausend v. Chr. breitete sich in ganz Sibirien die Keramikherstellung aus, weshalb die folgende Zeit von der Forschung als Jungsteinzeit eingeordnet wird. Im Gegensatz zu Europa und Vorderasien blieben Lebensweise, Wirtschaft und Kultur jedoch weitgehend unverändert.

### Die Jäger und Sammler in Jakutien und Baikalien
Die vorgeschichtliche Besiedlung der riesigen Taiga- und Tundragebiete östlich des Jenissei und nördlich von Baikalien unterscheidet sich in vielerlei Hinsicht von den vorgeschichtlichen Kulturen der anderen Teile Nordasiens. Stärker als sonst macht sich hier eine in das Mesolithikum zurückreichende Siedlungskontinuität bis in die zweite Hälfte des 1. nachchristlichen Jahrtausends, wo es zum bisher nicht ausreichend geklärten Übergang zum Mittelalter kam, bemerkbar. Trotz der ungeheuren Ausdehnung dieses Raumes zeigen sich nur unbedeutende lokale Differenzen, was auf eine sehr mobile, nomadische Bevölkerung hinweist. Die früheste Kultur in Jakutien, die Keramik herstellte, war die Syalach-Kultur, die sich durch die Radiokarbonmethode in das 5. Jahrtausend v. Chr. datieren lässt. Sie ist gekennzeichnet durch eine mit Netzabdrücken und Einstichreihen am Rand verzierte Keramik. Ihr Fundgut weist daneben Waffen und Werkzeuge aus Silex und Knochen auf. Es ist eine Reihe von teilweise schon seit dem Mesolithikum benutzten Siedlungsplätzen bekannt, an denen sich die Befunde jedoch auf Herdstellen und Gruben beschränken, Reste fester Gebäude fehlen völlig. Entsprechend waren die Träger der Syalach-Kultur nomadische Wildbeuter, die von Jagd und Fischfang lebten und in saisonalen Zyklen bestimmte Plätze aufsuchten.
In einem kontinuierlichen Übergang bildete sich aus ihr die Belkatschi-Kultur, in deren Keramik sich Schnurabdrücke, Streifen, Zickzacklinien und ähnliche Motive finden. Ihre Toten wurden in gestreckter Rückenlage in Erdgruben bestattet. Ansonsten lassen sich keine größeren Veränderungen erkennen. Die das ganze 2. Jahrtausend v. Chr. einnehmende Ymyjachtach-Kultur weist eine neuartige Waffelkeramik auf, deren Oberfläche mit Textilabdrücken verziert wurde und dadurch ein waffelähnliches Aussehen erhielt. Gegen Ende des 2. Jahrtausends wurde Jakutien von der Bronzeverarbeitung erreicht, die das wesentliche Kennzeichen der Ust-Mil-Kultur darstellt. Im 1. Jahrtausend bildete sich eine eigenständige Kultur auf der Halbinsel Taimyr, die grundlegende Merkmale der Ust-Mil-Kultur teilte. Die Eisenzeit begann in Jakutien ungefähr im 5. Jahrhundert v. Chr., doch abgesehen vom Auftauchen von Eisenwaffen und Eisenwerkzeugen zeigten sich keine größeren Veränderungen in der materiellen Kultur.
Weniger durchsichtig ist die Kulturentwicklung im neolithischen und kupfersteinzeitlichen Baikalien, wo bis zur spätbronzezeitlichen Plattengrabkultur ähnliche Verhältnisse herrschten wie in Jakutien. Auch hier wurden einige mehrschichtige, bis ins Mesolithikum zurückreichende, Lagerplätze ergraben, an denen Feuerstellen und Abfall- und Vorratsgruben, aber keine Häuserreste entdeckt werden konnten. Die Keramik ähnelt der in Jakutien und zeigt eine mehr oder minder parallele Entwicklung. Die Bestattung erfolgte meist in gestreckter Rückenlage, oft wurden die Grabgruben mit Steinplatten bedeckt. Eine Ausnahme stellt die Region am Onon dar, wo Hockerbestattungen gefunden wurden. Grabbeigaben und Knochenfunde zeigen, dass die Bevölkerung von der Jagd auf Säugetiere wie Bären, Füchse, Elche und Biber sowie teilweise auch vom Fischfang lebte. Die Bedeutung der Jagd wird durch Knochenschnitzereien und Felsbilder unterstrichen. Ihre wesentlichen Motive sind die von den Menschen gejagten Tiere, dabei finden sich auch szenische Darstellungen von Jägern auf der Jagd. Die Übernahme der Viehzucht war hier im Gegensatz zu Jakutien schon in vormittelalterlicher Zeit möglich, erste Ansätze finden sich angeblich schon im Fundgut der kupfersteinzeitlichen Glaskowo-Kultur.

### Die sesshaften Gesellschaften Westsibiriens und Baikaliens
Mit der Jungsteinzeit oder eher der Kupfersteinzeit bildeten sich im südwestlichen Sibirien sesshafte Gruppen aus, in deren Wirtschaft Viehzucht eine überragende Rolle spielte. Der Übergang zur neuen Wirtschaftsweise und zur Sesshaftigkeit verlief fließend, ebenso wie die folgende Ausbreitung bis nach Baikalien, wo jedoch auch Einflüsse aus Nordchina eine Rolle gespielt haben können.

#### Keramik

Gefäß der frühbronzezeitlichen Igrekow-Kultur (Westsibirien, um 2000 v. Chr.) mit Einstichreihen

Gefäß der mittelbronzezeitlichen Andronowo-Kultur (Zentralkasachstan, um 1600 v. Chr.) mit Mäanderbändern und schraffierten Dreiecken

Durch die gesamte sibirische Vorgeschichte von der Jungsteinzeit bis in die Eisenzeit findet sich eine recht geringe Anzahl an kennzeichnenden Keramiktypen. Die weitaus größte Anzahl an Keramikfunden gehört zu rundbauchigen Gefäßen, oft mit gebogenem Rand. Im Neolithikum besaßen sie vorwiegend Spitzböden, während später flache Böden an Bedeutung gewannen. Im Osten der westsibirischen Waldsteppen, an Ob, Irtysch und Jenissei, bestand die Verzierung aus Kammstrichen, Einstichreihen und Grübchen, die in längeren Reihen und Feldern angeordnet wurden (rechtes Bild). Im Zuge der starken Ausbreitung der Andronowo-Kultur während der mittleren Bronzezeit breitete sich ein anderer Typus aus. Bei seinen Vertretern sind die Verzierungen in Mäanderbändern, Fischgrätmustern und Dreiecken angeordnet (linkes Bild). Auch in der Eisenzeit Westsibiriens setzten sich diese Keramiktypen fort, doch ist gleichzeitig im Einzugsbereich der skythischen und hunno-sarmatischen Nomaden ein starker Rückgang der Verzierungen zu beobachten; dies gilt auch für die Nomadenkulturen selbst.

#### Kunst und Kleinfunde
Abgesehen von der abstrakten Verzierung der Keramik, die hier in einem eigenen Abschnitt behandelt wird, finden sich erste Kunstzeugnisse im Südsibirien der frühen Bronzezeit.

Keramikfragment mit anthropomorpher Maske (Samus-Kultur, frühe Bronzezeit, um 2000 v. Chr.)

Das Fundgut der Karakol-Kultur im Altai und der Okunew-Kultur am mittleren Jenissei weist anthropomorphe Motive auf Steinplatten und Steinstelen auf, in der Okunew-Kultur findet sich auch menschliche Kleinplastik. Mit diesen Formen verwandt ist die Kunst der Samus-Kultur am Oberlauf des Ob, wo neben menschlichen Plastiken und in Keramik eingeritzten Menschenköpfen auch tönerne Phalli und Tierköpfe hergestellt wurden, und der nahe gelegenen Susgun-Kultur, deren Träger knöcherne Menschenfigürchen herstellten. Die einzigen Kunstzeugnisse der Spätbronzezeit sind frühe Vertreter der südsibirischen Hirschsteine, mit Hirschfiguren verzierter Steinstelen, die dann von der skythischen Kunst übernommen wurden.
Der ältereisenzeitliche Tierstil der südsibirischen Reiternomaden beeinflusste die Kulturen im westsibirischen Tiefland nur geringfügig, ein ganz eigener Stil wurde aber von der Kulaika-Kultur und ihren Nachbarn am mittleren und unteren Ob entwickelt. Hier wurden Bronzefiguren von Tieren und Menschen hergestellt, in denen Adler und Bären eine besonders wichtige Rolle übernahmen.

#### Siedlungsbau

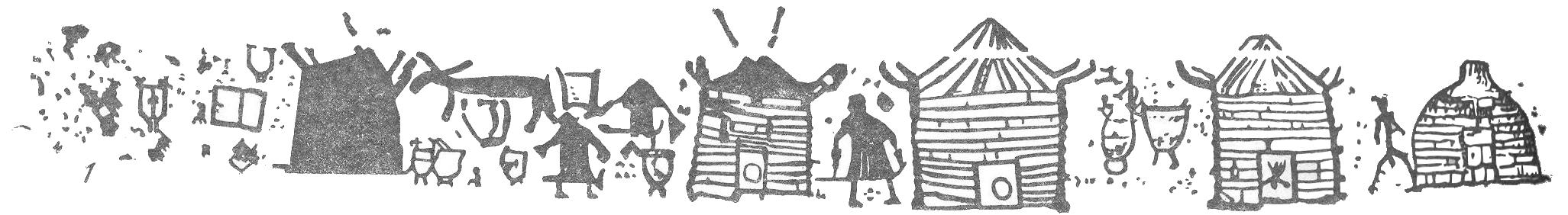
Felsbilder der eisenzeitlichen Tagar-Kultur (Mittlerer Jenissei, 9.–3. Jahrhundert v. Chr.) mit Darstellung einer Siedlung

Die vorherrschende Bautechnik war im prähistorischen Nordasien der Holzbau; Steine wurden maximal im Fundamentbereich eingesetzt. Meist waren die Häuser leicht, nicht mehr als 1 m, in den Boden eingetieft, und waren im Grundriss rechteckig oder rund, seltener oval oder polygonal. Als Dachkonstruktionen kommen kuppelartige Holzkonstruktionen und Satteldächer infrage. In vielen Kulturen wurde ein kleiner korridorartiger Vorbau vor dem Eingang errichtet, im Hausinneren befand sich eine oder mehrere Herdstellen.

Stadtähnliche befestigte Siedlungsanlage der Spätirmen-Kultur (Spätbronzezeit, um 1100 v. Chr.) in Tschitscha (Westsibirien)

Die bevorzugten Siedlungslagen waren Flussterrassen und Seeufer. Die Siedlungen konnten je nach Kultur ganz unterschiedliche Formen annehmen: Es finden sich kleine Häusergruppen, unbefestigte Großsiedlungen, befestigte stadtähnliche Anlagen und erhöht gelegene Burganlagen. Kleine dorfartige Häusergruppen finden sich in großer Zahl in allen sesshaften Kulturen. In einigen Fällen, etwa in der kupfersteinzeitlichen Siedlung von Botai am Ischim, nahmen derartige Siedlungen eine beträchtliche Ausdehnung an. Größere Siedlungen wurden nicht selten durch Wälle und vorgelagerte Gräben befestigt, wie in den westsibirischen Anlagen von Sintaschta und Tschitscha. Die Innenräume dieser stadtartigen Siedlungen waren dicht und sehr regelmäßig mit viereckigen Häusern bebaut, was auf eine sorgfältige Siedlungsplanung hinweist. Von diesen unterscheiden sich befestigte Anlagen in erhöhter Lage, wie sie in der Bronze- und Eisenzeit im Minussinsker Becken und in Chakassien bestanden, schon durch ihre viel kleinere Fläche. Ihre Funktion ist bislang ungeklärt, es könnte sich um temporär aufgesuchte Fluchtburgen, aber auch um Sitze privilegierter Personen oder Heiligtümer gehandelt haben.

#### Gesellschaft
Anders als bei den Wildbeutergruppen der vorausgehenden Zeit und des nordöstlichen Sibirien machten sich bei den sesshaften Gruppen in Westsibirien in der frühen Bronzezeit erste komplexere Gesellschaftsstrukturen bemerkbar. Ihre Existenz wird von den stadtartigen Siedlungen vorausgesetzt und durch soziale Differenzierung der Grabbeigaben bestätigt. In der Mittleren Bronzezeit scheint diese Entwicklung etwas zurückgegangen zu sein, erst in der Spätbronzezeit und der Eisenzeit sind gesellschaftliche Differenzen wieder fassbar. Da das nördliche Westsibirien antiken Schriftstellern offenbar unbekannt war und seine antiken Bewohner selbst keine Schriftquellen hinterlassen haben, sind detailliertere Aussagen sehr schwierig. Zumindest in Bezug auf das sesshafte Volk der Wusun, das im Tian Shan und im Siebenstromland siedelte, berichten chinesische Quellen aber von der Existenz eines Königs und mehrerer Würdenträger.

#### Wirtschaft
Die dominierende Wirtschaftsweise der sesshaften Population war im prähistorischen Sibirien die Viehzucht. Vor allem Rinder wurden in allen Kulturen intensiv gezüchtet, ebenso Schafe und Ziegen. Die Pferdezucht gewann in Westsibirien vor allem mit Beginn der Eisenzeit stark an Bedeutung. Ein etwas abweichendes Bild liefert das Fundgut der Xiongnu, wo auch Schweine und Hunde domestiziert wurden. Jagd und Fischfang waren anfangs eine wichtige Ergänzung, verloren jedoch stark an Bedeutung.
Aufgrund bestimmter Gerätschaften und möglicher Reste von Bewässerungsanlagen wird von vielen Forschern auch eine weite Verbreitung des Ackerbaus angenommen, andere Forscher weisen jedoch darauf hin, dass Getreidereste und somit eindeutige Nachweise nur in wenigen südlichen Kulturen wie dem Fundgut der Wusun im Siebenstromland und im Tian Shan vorliegen. Dort wie im nördlichen Bereich der Xiongnu wurde vor allem Hirse angebaut, Weizen und Reis lassen sich ebenfalls nachweisen. Hirsekörner fanden sich darüber hinaus auch in Gräbern aus Tuwa, möglicherweise existierte neben den Hirtennomaden dort auch eine bislang nicht nachweisbare sesshafte Bauernpopulation, die auch für die dortige Metallurgie verantwortlich gewesen sein könnte.
In Abhängigkeit von Bodenschätzen wurde seit dem Chalkolithikum auch Erzabbau und Metallurgie betrieben. Dies zeigen Funde von Schlackenhalden, Werkzeugen und Werkstätten im Kontext verschiedener Kulturen.

#### Religion und Totenkult

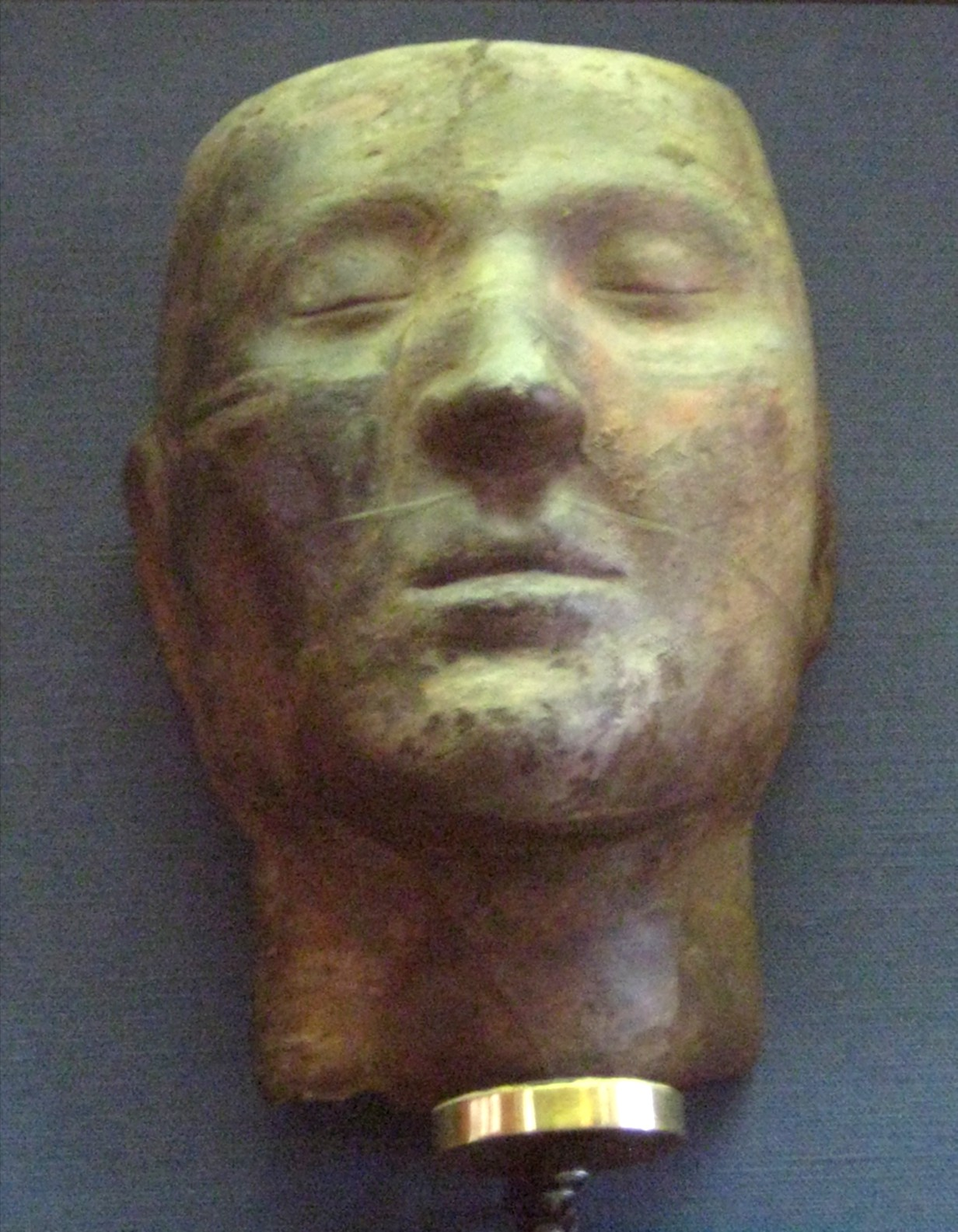
Totenmaske aus einem Grab der Taschtyk-Kultur (1.–5. Jahrhundert n. Chr., Minussinsker Becken)

Die Bestattungssitten waren in den sesshaften Gesellschaften großen Veränderungen unterworfen. Im westsibirischen Chalkolithikum finden sich einfache Flachgräber, in denen die Toten in gestreckter Rückenlage beigesetzt wurden. In der frühen Bronzezeit wurden in Westsibirien erstmals Kurgane aufgeschüttet, deren Inhaber, den Beigaben nach zu urteilen, Mitglieder einer neu herausgebildeten Kriegerschicht waren und nicht in einfachen Erdgruben, sondern in hölzernen oder steinernen Grabkonstruktionen beigesetzt wurden. Auch in der mittelbronzezeitlichen Phase der Andronowo-Kultur finden sich Kurgane, jedoch ohne Unterschiede in der Beigabenausstattung. Die Toten wurden hier nun in Hockerlage oder verbrannt bestattet. In der etwas späteren Karassuk-Kultur am mittleren Jenissei zeigen die Gräber rechteckige Steineinfriedungen, die sich in der Eisenzeit zu den für dieses Gebiet charakteristischen Ecksteinkurganen der Tagar-Kultur weiterentwickelten. Eine Sonderstellung nimmt die früheisenzeitliche Plattengrabkultur in Transbaikalien ein; ihre Toten wurden zum Teil in Steinkisten bestattet. In Westsibirien kehrte man zur Bestattung in gestreckter Rückenlage zurück, dies gilt auch für die neu gebildeten südsibirischen Kulturen des skythischen Kulturkreises, auf die im Zusammenhang mit den anderen Reiternomadengruppen gesondert eingegangen wird.
Heiligtümer sind nur sehr vereinzelt bekannt. So wurden in der Nähe von Nekropolen der kupfersteinzeitlichen Afanassjewo-Kultur in Südsibirien mehrfach Brandopferplätze gefunden. Sie bestehen aus einfachen Steinkreisen, in denen Asche, Keramik, Tierknochen und Gerätschaften aus Kupfer, Stein und Knochen entdeckt wurden. Um Kultbauten handelt es sich wohl auch bei mehreren kreisförmigen Bauten in Nekropolen nahe der frühbronzezeitlichen Siedlung von Sintaschta, in deren Innern ein Holzpfahl und eine Holzwand standen.

### Die eisenzeitlichen Steppenvölker Mittel- und Ostasiens
Die Reiternomaden, bis in die Neuzeit charakteristisches Merkmal des asiatischen Steppengürtels, sind ein relativ junges Phänomen. Noch im späten zweiten Jahrtausend v. Chr. lebten in den ariden Gebieten Mittelasiens sesshafte Viehzüchtergruppen, die etwa mit der Wende zum ersten Jahrtausend auf eine bislang nicht ausreichend geklärte Weise von frühen Reiternomaden abgelöst wurden.
Der Übergang zu den sesshaften Gruppen weiter nördlich war vielerorts fließend. Die Bewohner des Minussinsker Beckens blieben auch in der Eisenzeit sesshafte Viehzüchter, doch zeigt ihre Kulturentwicklung besonders starke Ähnlichkeiten mit den benachbarten Nomaden. Auch die Xiongnu in Transbaikalien weisen sowohl Merkmale von Reiternomaden als auch sesshafter Viehzüchter und Bauern auf. Bemerkenswert ist die Situation im nördlichen Tian Shan und dem Siebenstromland: In der früheren Eisenzeit lebten dort die nomadischen Saken, deren Siedlungsgebiet dann aber von den sesshaften Wusun eingenommen wurde.
Die früheren Nomadenkulturen werden von der Archäologie unter dem Begriff „skythisch“ zusammengefasst. „Skythen“ ist die antike griechische Bezeichnung für ein Reitervolk nördlich des Schwarzen Meeres; im weiteren Sinne bezeichnete es alle Reiternomaden im eurasischen Raum. Mit dem 3. Jahrhundert v. Chr. beginnt die hunno-sarmatische Epoche, die ebenfalls nach zwei Reitervölkern aus dem südrussischen Raum benannt ist und grob bis zur Entstehung des Khaganats der Kök-Türken im 6. Jahrhundert reicht.

#### Kunst

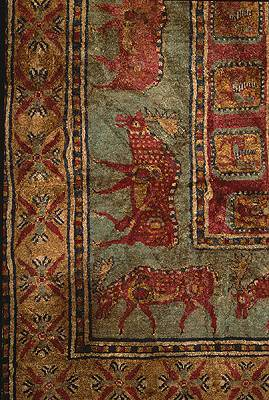
Teppich mit aufgereihten Elchen (Pasyryk-Teppich)

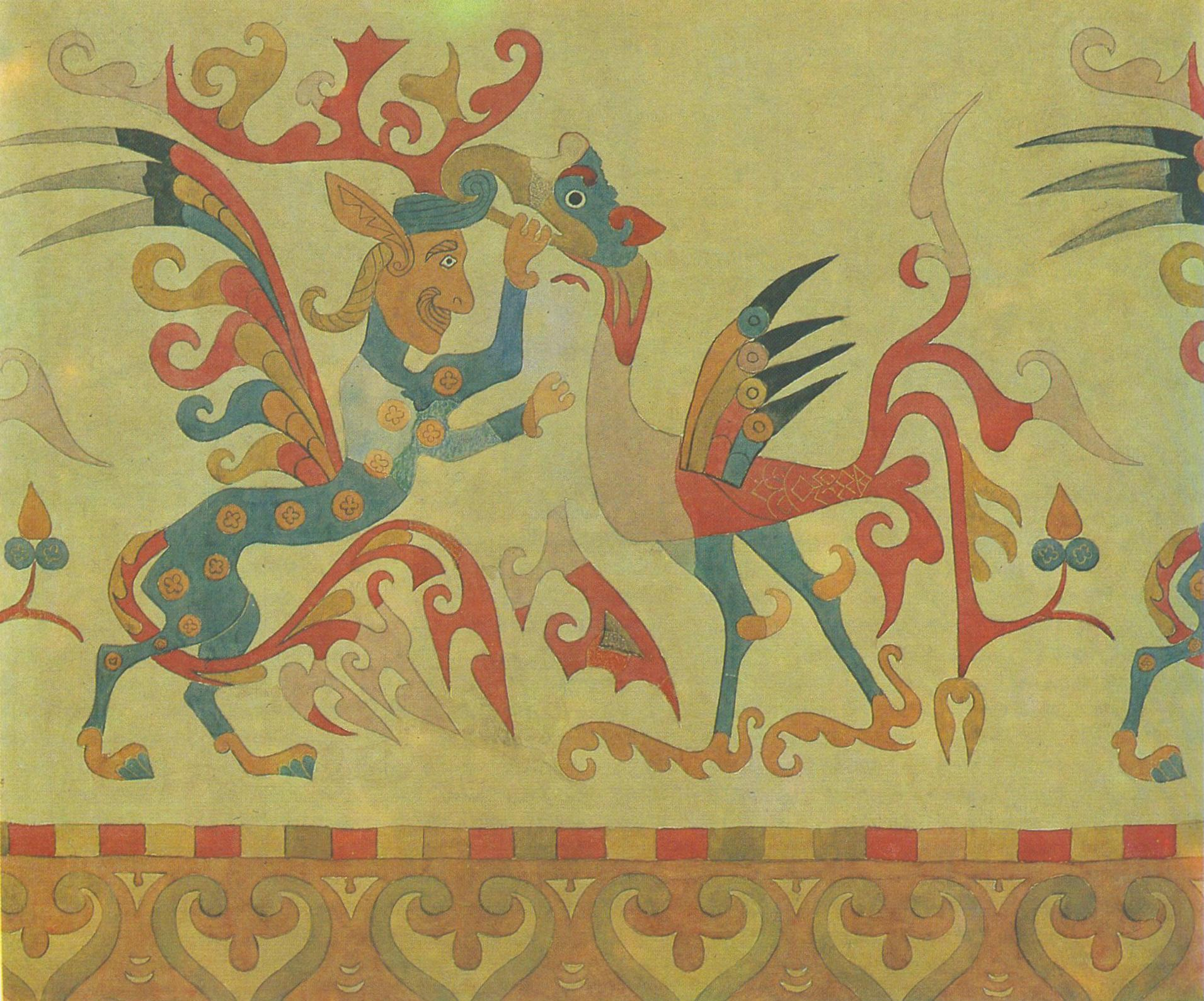
Filzteppich mit Darstellung eines Kampfes zwischen einem Mischwesen und einem Greifen (Pasyryk)

Während die Kunst der sesshaften Kulturen der asiatischen Steppen in der Bronzezeit von anthropomorphen Motiven dominiert war, bildete sich mit der Entstehung des Reiternomadentums der skytho-sarmatische Tierstil, der allen Steppenvölkern Asiens und Osteuropas gemeinsam war. Seine Grundmotive stammten aus einem begrenzten Repertoire an wilden Tieren, aber bemerkenswerterweise keinen Tieren, die für die Reiternomaden von wirtschaftlicher Bedeutung waren. So sind Pferdedarstellungen ebenso wie Darstellungen von Menschen extrem selten, stattdessen finden sich Hirsche, meist in liegender Haltung, Elche, Raubkatzen, die vorderasiatischen Einfluss verraten dürften, Greife und Mischwesen. Einzelne Tiere können als Rolltier zusammengerollt erscheinen, Paare unterschiedlicher Tiergattungen konnten rein ornamental verschlungen werden oder miteinander kämpfend dargestellt werden. Reihen gleicher Tiere erscheinen oft zu Friesen angeordnet, auch einzelne Körperteile, etwa Tierköpfe, dienten als Ornamente.
Vor allem in den westlichen Steppen finden sich fast ausschließlich Metallwaren, die mit Elementen des Tierstils verziert sind; in den Permafrostböden Südsibiriens und Transbaikaliens sind auch Filzteppiche und andere Textilwaren mit Tierstilelementen zu nennen, wobei eine mit Moos ausgestopfte Schwanskulptur aus Filz besondere Beachtung verdient. Stein wurde nur gelegentlich verwendet, meist auf sogenannten Hirschstelen, vermutlich anthropomorphen Grabstelen, die mit Hirschen verziert wurden und in Südsibirien, Transbaikalien und der Mongolei gefunden wurden. Schließlich wurden auch die Leichen bedeutender Personen mit Motiven des Tierstils tätowiert.
Fraglich ist bislang die Entstehung des Tierstils. Aufgrund möglicher Bezüge zur altorientalischen Kunst wurde eine starke Beeinflussung von Süden in Betracht gezogen. Die frühe Datierung einiger Fundstücke aus Südsibirien legt jedoch eine lokale Entstehung in den Steppen selbst nahe. Sicher ist jedoch, dass vor allem in Mittelasien und im nordpontischen Raum die griechische und persische Kunst einen großen Einfluss auf die Kunst der Steppenvölker ausübte.

#### Gesellschaft
Kennzeichnendes Merkmal, das die Gesellschaft der Reiternomadenkulturen von bronzezeitlichen Kulturen abgrenzt, ist eine mächtige und kriegerische Oberschicht, deren Reichtum und Stärke in ihren prunkvollen Grabanlagen fassbar ist. Besonders interessant ist in diesem Kontext die chinesische Überlieferung, die eine detaillierte Beschreibung der Gesellschaft der Xiongnu liefert. Nach ihr war das Volk in sippenartige Gruppen aufgeteilt, die in größeren Sippenverbänden zusammengefasst waren. Ihre Anführer standen in einer strengen Hierarchie und waren alle dem uneingeschränkt herrschenden Chanyu, dem Oberhaupt der Konföderation der Xiongnu, untergeordnet.

#### Wirtschaft
Die Reiternomaden Innerasiens waren Hirtennomaden und in wohl eher geringem Maße Wildbeuter. Sie züchteten besonders Schafe, Ziegen und Pferde; regional kamen auch andere Tiere, darunter das Kamel, vor. Ackerbau wurde vereinzelt nachweislich von parallelen sesshaften Populationen betrieben, nahm aber vermutlich keine wichtige Rolle ein. Auch Erzabbau und Metallverarbeitung, die für einige Nomadenkulturen nachgewiesen sind, wurden vielleicht von schwer fassbaren sesshaften Gruppen betrieben.

#### Religion und Totenkult
Allen Reiternomadenkulturen ist die Bestattung der Toten in Hügelgräbern, die in diesen Gebieten als Kurgane bezeichnet werden, gemeinsam. Schon ihre Größe ist extrem variabel, ihr Radius schwankt zwischen 2 und 50 m, die Höhe reicht von weniger als einem bis zu 18 m. Deutlich spiegeln die Kurgane also schon äußerlich die gesellschaftliche Hierarchie der Steppennomadengruppen wider.

Kurgan aus Pasyryk im Altai. In der Mitte befindet sich ein von Grabräubern angelegter und anschließend wieder verschütteter Schacht.

Je nach Region konnten Kurgane mit verschiedenen Arten steinerner Einfassungen umgeben werden. Die mehr oder minder viereckigen Grabanlagen der späteren Tagar-Kultur etwa wurden am Ansatz der Böschung der Kurganaufschüttung mit einer niedrigen Steinreihe begrenzt, die in regelmäßigen Abständen, später dann vorwiegend noch an den Ecken, durch höhere Steine unterbrochen wurde. In den eisenzeitlichen Kulturen Tuwas wurden einige, aber bei weitem nicht alle Kurgane in einigem Abstand mit einem rechteckigen oder runden Steinwall eingefriedet. Die Kurgane selbst waren teilweise aus Erde, teilweise aus Steinen aufgeschichtet; auch hier ist eine regionale Variation zu beobachten.
Unter der Kurganaufschüttung befand sich in den Boden eingetieft eine, sehr oft mehrere Bestattungen. Der Tote lag dabei entweder in einer Holzkammer oder in einer Steinkiste; die Ausstattung lässt dabei darauf schließen, dass höher gestellte Personen in Holzkammern beigesetzt wurden. Während die Bestattung in der Bronzezeit überwiegend in seitlicher Hockerlage erfolgt war, setzte sich in der Eisenzeit die gestreckte Rückenlage weitgehend durch. Hinsichtlich der Behandlung der Toten sind nur im Altai und in Tuwa, wo durch den Permafrostboden einige Eismumien erhalten blieben, detaillierte Aussagen möglich. Hier wurden dem Toten vor der Bestattung die Eingeweide sowie die Muskulatur entnommen und die Wunden anschließend mit Sehnen und Pferdehaar vernäht. Fraglich sind Verletzungen am Schädel, die bereits vor dem Tod entstanden sind oder den Tod hervorgerufen haben können. Es muss sich hierbei also nicht um rituelle Trepanation handeln. Nachdem die Eingeweide entnommen waren, wurden vornehme Tote tätowiert und einbalsamiert. Diese Bräuche beschrieb auch der griechische Geschichtsschreiber Herodot, der im 5. Jahrhundert v. Chr. in seinem Werk über die Skythen nördlich des Schwarzen Meeres berichtete. Sogar sein Bericht von Hanfdampfinhalationen in kleinen Zelten während des Totenrituals wurde durch Funde aus Pasyryk bestätigt. Dadurch wird nicht nur Herodots Glaubwürdigkeit bezeugt, sondern auch die kulturelle Homogenität der Völker in den Steppen Westsibiriens, Mittelasiens und dem Nordschwarzmeergebiet. Ein etwas abweichendes Bild liefern allerdings die Großkurgane der Xiongnu. Die Grabgruben lagen dort wesentlich tiefer und waren über eine Rampe zugänglich.
Neben dem Toten selbst enthielten die Grabkammern auch Beigabenausstattungen, deren Reichtum starker Variation unterlag. Gewöhnliche berittene Krieger wurden mit einem vollständig ausgerüsteten Pferd und Bewaffnung, Frauen mit Pferd, einem Messer und einem Spiegel bestattet. Die Bestattungen höher gestellter Persönlichkeiten waren weitaus reicher. So konnte die Grabgrube bis zu fünfundzwanzig reich geschmückte Pferde und einen prunkvollen Wagen beherbergen; die eigentliche Grabkammer war aus Holzbohlen, oft Lärchenbohlen, gezimmert. Der Tote sowie eine Frau, die ihn wohl in den Tod begleitete, wurden bekleidet in einen langen Baumsarg gelegt. In Noin Ula in der Mongolei finden sich allerdings anstatt einer Frau nur Frauenzöpfe, die diese wohl vertreten sollten. Herausragende Beispiele sind die Nekropolen von Pasyryk im Altai, Noin Ula in der Mongolei und Arschan in Tuwa, wo durch den Permafrostboden auch organische Beigaben konserviert blieben. So fanden sich Filzteppiche, die die Grabinnenwände schmückten, verzierte Satteldecken, und unterschiedliche Arten von Kleidungsstücken. Obwohl viele Großkurgane Opfer von Raubgräbern geworden sind, blieben auch wertvollere Gegenstände, darunter zahllose Goldobjekte, erhalten.
Durch das weitgehende Fehlen schriftlicher Hinterlassenschaften ist die Forschung hinsichtlich der Religion der Steppenvölker auf Parallelen mit späteren Völkern und auf den archäologischen Befund selbst angewiesen. Die Bestattungsriten lassen keinen Zweifel an Jenseitsvorstellungen, nach denen der Tote im Jenseits die gleichen materiellen Güter benötigte wie im Diesseits, weshalb man ihn mit Beigaben begrub.